# آخرین سفارش‌ها (فیلم)
آخرین سفارش‌ها (به انگلیسی: Last Orders) فیلمی محصول سال ۲۰۰۱ و به کارگردانی فرد شپیسی است. در این فیلم بازیگرانی همچون مایکل کین، تام کورتنی، دیوید همینگز، باب هاسکینز، هلن میرن، ری وینستون، جی‌جی فیلد، آناتول یوسف، کلی رایلی، استیون مک‌کول و جرج اینس ایفای نقش کرده‌اند.
این فیلم بر پایه رمان آخرین سفارش‌ها ساخته شده‌است.